# Новобыковский сахарный завод
Новобыковский сахарный завод — предприятие пищевой промышленности в селе Новый Быков Бобровицкого района Черниговской области Украины, прекратившее существование.

## История
Сахарный завод в волостном центре Новобыковской волости Козелецкого уезда Черниговской губернии Российской империи был открыт в 1898 году.
В январе 1918 года в Новом Быкове была установлена Советская власть, после чего сахарный завод был национализирован, в дальнейшем на предприятии был введён 8-часовой рабочий день.
В ходе Великой Отечественной войны в 1941 - 1943 гг. село было оккупировано немецкими войсками, но после окончания боевых действий завод был восстановлен и возобновил работу.
В дальнейшем, сахарный завод и местный свеклосовхоз были объединены в Новобыковский сахарный комбинат, в советское время бывший крупнейшим предприятием посёлка и одним из крупнейших предприятий района.
После провозглашения независимости Украины сахарный комбинат перешёл в ведение Государственного комитета пищевой промышленности Украины. В связи с реорганизацией совхозов, комбинат был преобразован в сахарный завод.
В июле 1995 года Кабинет министров Украины утвердил решение о приватизации находившихся Новобыковского сахарного завода и Новобыковского свеклосовхоза. В дальнейшем, государственное предприятие было преобразовано в открытое акционерное общество.
В марте 2002 года арбитражный суд Черниговской области возбудил дело о банкротстве ОАО "Новобыковский сахарный завод". В 2003 году завод остановил производственную деятельность. В 2007 году завод был признан банкротом и прекратил существование.